# Nicasio Álvarez de Cienfuegos
Pour les articles homonymes, voir Álvarez et Cienfuegos (homonymie).
Nicasio Álvarez de Cienfuegos, né à Madrid le 14 décembre 1764 et mort à Orthez le 30 juin 1809, est un poète espagnol.

## Biographie
Il fait ses études à Salamanque et s'y lie avec José Cadalso et Juan Meléndez Valdés. En 1798 sont publiés ses premiers poèmes. Il est alors chargé de la rédaction de La Gazette de Madrid et du Mercure et est employé de bureau au Ministère.
Lors de la guerre d'Indépendance, ses écrits contre les Français lui valent des poursuites et, en 1808, participant à l'insurrection de Madrid, il est condamné à mort. Sauvé par des amis, il est déporté en France mais meurt en arrivant à Orthez.

## Œuvres

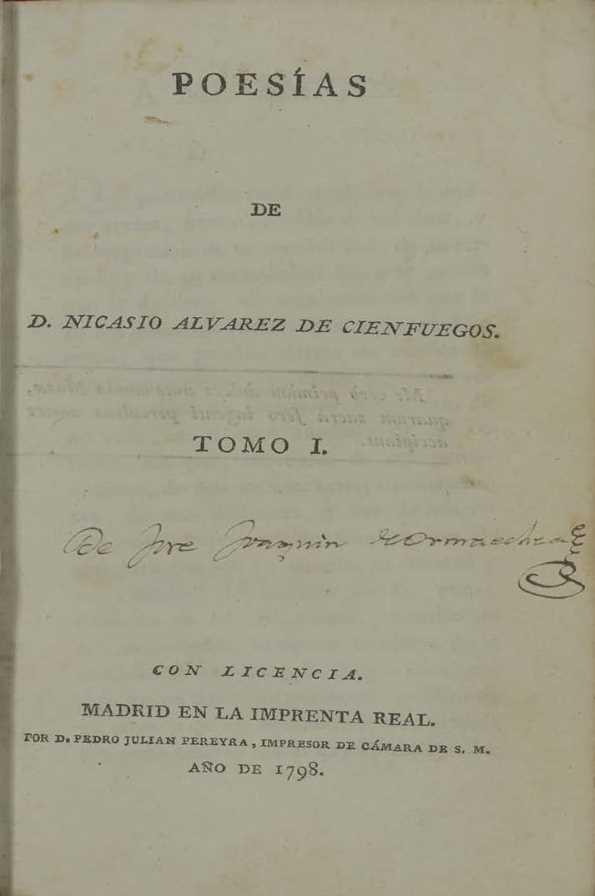
Couverture du tome I de ses poésies, paru à Madrid en 1798.

Ses œuvres complètes, en deux volumes, ont été publiées à Madrid en 1816. Elles contiennent des poésies lyriques, des épîtres et des pièces de théâtre dont les plus connues sont Zoraïde, Idoménée, Pittacus et surtout la comédie des Sœurs généreuses.
On lui doit aussi des travaux sur les étymologies et les synonymes du castillan.
Théodore Bachelet écrit sur ses œuvres : « Cienfuegos a de la force et de l'éclat, mais son style est bizarre et manque d’élégance ».